# Pokuttya
Pokuttya (ukránul Покуття, lengyelül Pokucie, románul Pocuția) történelmi régió a mai Ukrajna délnyugati részén, a Dnyeszter és Cseremos folyók és a Kárpátok között. Noha a régió történelmi központja Kolomija, nevét Kuti városáról kapta. A régióban többnyire ukránok élnek.

## Nevének eredete
Neve a szláv „po Kuti” azaz ’Kuti mellett’ kifejezésből származik. Kuti városa a Cseremos mellett fekszik; a város nevének jelentése 'sarok'. A név első ízben 14. századi forrásokban szerepel.

## Földrajza
A Pokuttya-Bukovinai Kárpátok északnyugati részén fekszik  300–350 méteres tengerszint feletti magasságon. A területet északon a Dnyeszter, délen az Erdős-Kárpátok, nyugaton a Lukva és Bisztricja folyók vízválasztója, keleten a Cseremos völgye határolja. Legnagyobb kiterjedése kelet-nyugati irányban 100 kilométer, észak-déli irányban 40 kilométer.
Folyóhálózata sugaras elrendezésű; rövidebb folyói észak felé folynak és a Dnyeszterbe ömlenek, a hosszabbak déli irányba tartanak és a Prut mellékfolyói, néhány pedig nyugaton a Bisztricjába torkollik. A folyók sekélyek és mélyen bevágódnak a puha, viszonylag könnyen oldódó kőzetbe.
Éghajlata mérsékelt kontinentális. Az éves átlagos hőmérséklet 6,9 és 7,6 C° között van, januárban –4,8 és –5,1 C° között, júliusban pedig 18,2 és 18,8 C° között.
Természetes növényzete a közép-európai lombhullató erdők és a kelet-európai erdős sztyeppek övezetére jellemző. Az erdőket többnyire gyertyán és tölgy alkotja. A sztyeppe növényzethez tartozik az üröm, eszpartófű, gyűszűvirág és zsálya.

## Története
Román történészek szerint a tartomány első lakói a Galícia és Erdély irányából érkezett dákok voltak. Feltehetőleg vlach jogú pásztorok bevándorlásáról van szó, akik azonban nem feltétlenül voltak újlatin nyelvűek.
882-től a Kijevi Rusz, illetve 1113-tól utódállama, Halics része volt, majd 1340 után III. Kázmér lengyel király Lengyelországhoz csatolta a Ruténia utolsó uralkodójával, Jurij Boleszlav Trojdenovics herceggel kötött megállapodás alapján.
II. Ulászló lengyel király, akinek pénzre volt szüksége a Német Lovagrend elleni háború finanszírozásához, a Petru Mușat moldvai fejedelemtől kapott kölcsön biztosítékául ajánlotta fel a területet. Petru Mușat 1388-ban ellenőrzése alá vonta Pokuttyát, amely így a moldvai fejedelmek hűbérbirtoka lett, de továbbra is a Lengyel Királysághoz tartozott. A terület állandó vita tárgya lett a két ország között, mivel Lengyelország soha nem fizette vissza a kölcsönt teljes egészében.
1485-ben III. (Nagy) István moldvai fejedelemnek szövetségesekre volt szüksége, miután előző évben az Oszmán Birodalom megfosztotta országát a kijárattól Fekete-tengerre. Ezért hűséget esküdött IV. Kázmér lengyel királynak Pokuttyáért (kolomijai eskü).
1490-ben a fokozódó lengyel elnyomás miatt az ukránok Petro Muha vezetésével sikeres felkeléssorozatot indítottak, amelyhez a kozákok és huculok is csatlakoztak. A III. (Nagy) István által támogatott Muha-felkelés során az ukránok több pokuttyai várost elfoglaltak, és nyugaton egészen Lvivig jutottak el.
Miután Moldva a török porta szövetségese lett, 1497-ben I. János lengyel király Moldva ellen indult, azonban vereséget szenvedett a koźmini csatában.  III. István meghódította Pokuttyát, és Moldvához csatolta. Ezután Moldva birtokában maradt István 1504-ben bekövetkezett haláláig. Fia, III. Bogdan lemondott Pokuttyáról, amikor eljegyezte a lengyel király nővérét, a házasság azonban nem jött létre. Így megpróbálta visszaszerezni a területet: 1506. augusztusban a moldvaiak török-tatár segítséggel betörtek Pokuttyába, de a lengyelek mintegy három hét alatt kiűzték őket. István másik fia, Petru Rareș szintén megkísérelte Pokuttya visszaszerzését, de kudarcot vallott: az 1531-es obertini csatában Lengyelország hetmanja, Jan Tarnowski legyőzte. A következő 15 évben folytatódtak a kisebb összecsapások, egészen Petru Rareș haláláig. A középkorban Obertin volt Pokuttya legfontosabb vára, Kolomija pedig a legfontosabb vásárvárosa.
Lengyelország felosztásakor Pokuttya a Habsburg Birodalomnak jutott, ahol Galícia–Lodoméria koronatartomány része lett.

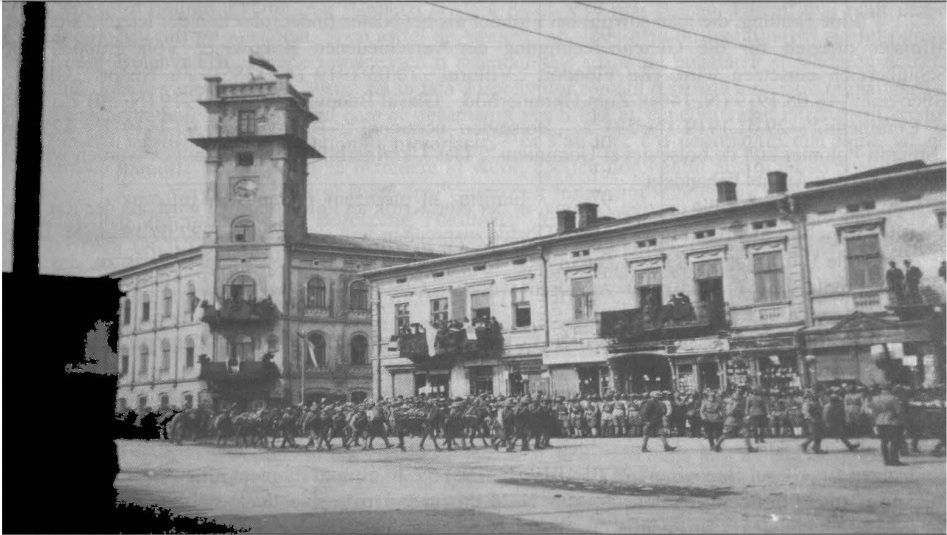
A román csapatok bevonulása Kolomijába, 1919

Az első világháború és az Osztrák–Magyar Monarchia felbomlása után Pokuttya Lengyelország és a rövid életű Nyugat-Ukrán Népköztársaság közötti vita tárgyává vált. 1919. májusban a lengyel és román erők elfoglalták Pokuttyát, majd augusztusban a román hadsereg átadta Kelet-Pokuttyát Lengyelországnak. A lengyel–szovjet háború után a terület Lengyelországnál maradt a Stanisławówi vajdaság részeként. 
1939. szeptember közepén, Lengyelország német megszállásakor az ország aranytartalékát kimenekítették Varsóból és Sznyatinban tárolták, mielőtt Románián keresztül Franciaországba szállították volna. A Molotov–Ribbentrop-paktum nyomán Lengyelország szovjet megszállásakor Pokuttyát az Ukrán Szovjet Szocialista Köztársasághoz csatolták. A Barbarossa hadművelet során német ellenőrzés alá került 1944-ig. Utána a szovjetek által megszállt Nyugat-Ukrajna Ivano-frankivszki területéhez csatolták. 1991-túl a független Ukrajna része.

## Lakossága
Pokuttya Ukrajna legsűrűbben lakott területei közé tartozik, az átlagos népsűrűség közel 130 fő négyzetkilométerenként. A lakosság kevesebb mint 30%-a él városi jellegű településeken.
A 18. század végén Pokuttya lakosságának közel 90%-a ukrán volt, emellett zsidók, lengyelek és örmények éltek a területén. Utóbb a lengyelek száma megnövekedett, különösen az 1920-as és 1930-as években. 1939-ben az ukrán lakosság aránya 74% volt, a zsidóké 9%, a lengyeleké 7%. A 2000-es években Pokuttya lakosságának 97%-a ukrán, 2%-a orosz, a lengyelek aránya 1% alatt van, a zsidóké 0,2%.

## Gazdasága
Pokuttya gazdaságában a mezőgazdaság meghatározó jelentőségű. A terület 76%-a művelés alatt áll, 9%-a kaszáló, 9%-a erdő. A megművelt terület 44%-án gabonát, 15%-án burgonyát és zöldségféléket, 14%-án ipari növényeket, a többin takarmánynövényeket termesztenek. Az ipar nem játszik fontos szerepet. A városok közül csak Kolomija rendelkezik számottevő iparral (textil- és lábbeliipar, élelmiszerfeldolgozás, faipar, mezőgazdasági gépgyártás). Kosztrizsivkában cukorfinomító, Horodenkában és Sznyatinban tejfeldolgozó van. A hagyományos kézművesség (fafaragás, szőnyegszövés, hímzés) tovább él a régióban.

## Fordítás
Ez a szócikk részben vagy egészben  a   Pokuttia című angol Wikipédia-szócikk ezen változatának fordításán alapul.  Az eredeti cikk szerkesztőit annak laptörténete sorolja fel. Ez a jelzés csupán a megfogalmazás eredetét és a szerzői jogokat jelzi, nem szolgál a cikkben szereplő információk forrásmegjelöléseként.